# 아이즈타카다정
아이즈타카다정(会津高田町)은 후쿠시마현 오누마군에 있던 정이다. 2005년 10월 1일 아이즈타카다정 및 아이즈혼고정, 니쓰루촌 등 3개 정·촌이 합병하여 아이즈미사토정이 신설되고 폐지되었다.

## 지리
아이즈 분지의 남서부에 위치한다. 북부·동부는 분지의 평야부가 넓어지고 고시히카리, 히토메보레 등을 중심으로 한 벼농사가 활발하다. 남부·서부는 산간지로 되어 있으며 아이즈고원으로 연결된다.

## 역사
- 1889년 4월 1일 - 정촌제 시행에 의해 오누마군 다카다촌, 다가와촌, 아카자와촌, 나가이노촌, 오키촌, 히가시오키촌, 아사히촌, 후지카와촌이 성립하였다.
- 1896년 4월 1일 - 다카다촌이 정으로 승격, 다카다정이 되었다.
- 1927년 4월 1일 - 다카다정에 다가와촌이 편입되었다.
- 1955년 3월 31일 - 다카다정, 아카자와촌, 나가이노촌, 오마타촌, 히가시오마타촌, 아사히촌, 후지카와촌 등 7개 정·촌이 합병하여 아이즈타카다정이 되었다.
- 2005년 10월 1일 - 아이즈타카다정, 아이즈혼고정, 니쓰루촌 등 3개 정촌이 합병하여 아이즈미사토정이 신설되었다.

## 수원지
동 마을과 합병된 신즈루무라에서는 1954년부터 간이수도를 설치하여 관리해 왔으나, 1963년 5월 신야시키 상수원이 오염되어 이질병이 발생하여 714명의 환자가 발생하여 가네다 토시오 신즈루무라 촌장을 필두로 한 마을 당국은 원인 규명, 정비, 보강 공사 등 위기 대응을 위해 조사 결과, 해당 수원지는 안전상 문제가 있어 그 대안으로 니키, 불택 양 지역에 안전성이 뛰어난 수원지를 발견하고, 가네다 토시오 신즈루 촌장 아래 참의원 건설위원장 등을 역임한 오가와라 1차 참의원 의원과 연계하여 국회에 청원한 「간이 상수도 시설비 국고 보조에 관한 청원」이 1963년 12월 21일에 통과되었다. 38년) 12월 21일에 접수되어 대규모 측량, 대규모 공사를 요하는 대역사였던 광역간이수도를 완성했다.

## 교통

### 철도
- 동일본 여객철도
  - 다다미선

### 도로
- 국도 401호선